# Хасан Діаб
Хасан Діаб (1 червня 1959 , Бейрут ) — ліванський університетський професор і політичний діяч. Прем'єр-міністр Лівану з 21 січня 2020 до 10 вересня 2021 року, до цього — міністр освіти (2011—2014).

## Життєпис
Народився 6 січня 1959 року в Бейруті. Навчався в Міському університеті Лідса і в університеті Суррея, 1985 року отримав ступінь доктора філософії з комп'ютерного інжинірингу в університеті Бата.
З 1985 року викладав комп'ютерний інжиніринг в Американському університеті Бейрута. 2006 року став віце-президентом цього університету, відповідав за програми регіональних зовнішніх зв'язків. 2011—2014 — міністр освіти в уряді Наджиба Мікаті.
19 грудня 2019 року президент Лівану Мішель Аун на тлі кількамісячних масових протестів і після тривалих консультацій з парламентськими фракціями через відставку прем'єр-міністра Саада Харірі (29 жовтня), доручив формування нового уряду Лівану Хасану Діабу. Він отримав підтримку шиїтського угруповання Хезболла, яке визнано терористичним у багатьох країнах світу, і руху Амаль, а також маронітського Вільного патріотичного руху, до якого належить сам Аун. Призначення Діаба, що відбулося за підтримки шиїтів, було зустрінуте новим спалахом протестів з боку сунітської громади, хоча за конфесійною належністю він також є сунітом.
21 січня 2020 року вступив на посаду прем'єр-міністра Лівану. Посаду обіймав до вересня 2021 року.